# Gerard Brantsen

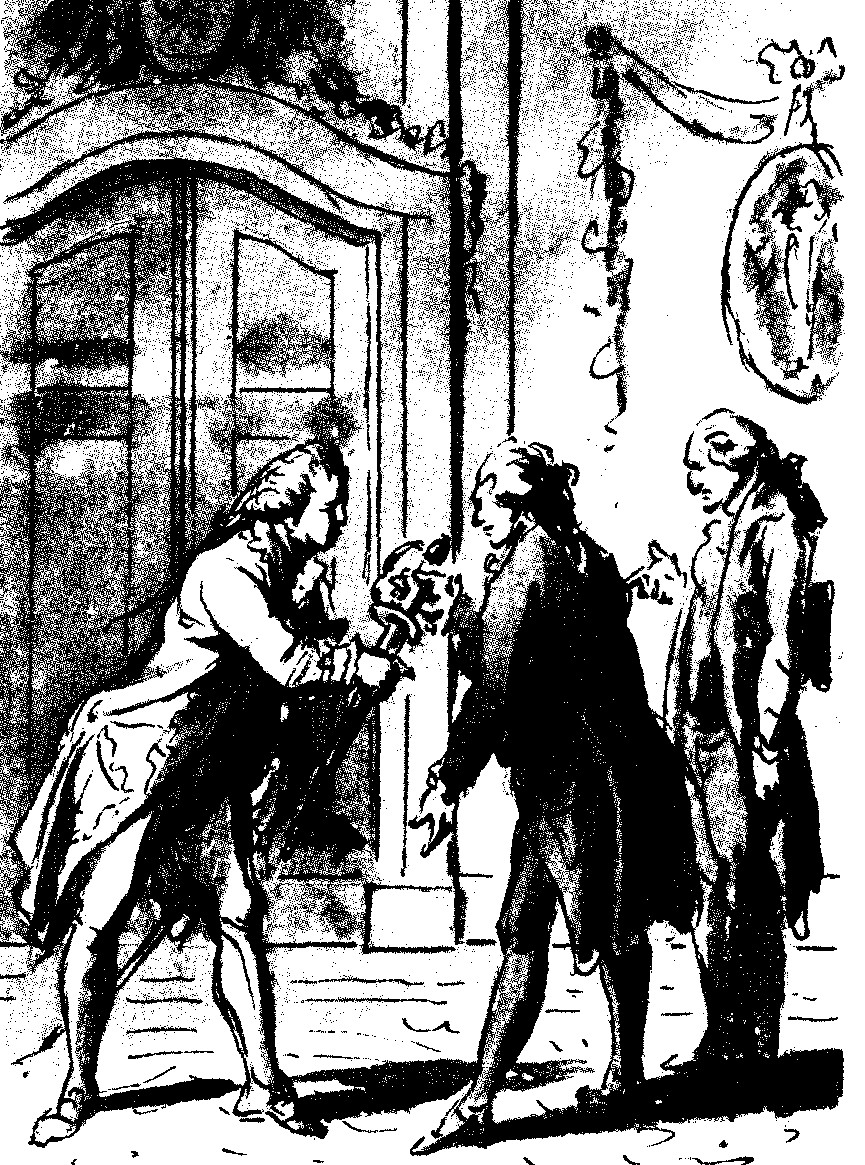
posłowie Mattheus Lestevenon i Gerard Brantsen nadają odznaczenie francuskiemu wiceadmirałowi Pierre André Bailly de Suffrenowi de Saint Tropez (1729-1788)

Gerard Brantsen (ur. 1735, zm. 1809) – holenderski dyplomata.
Ambasador i minister plenipotent Holandii na rokowania pokojowe w Fontainebleau w latach 1782–1787.
W sierpniu 1787 roku francuski minister Armand Marc de Montmorin Saint-Hérem obiecał mu, że Francja poprze Holendrów, jeśli zostaną oni zaatakowani przez Prusy. We wrześniu Brantsen wiedział już jednak, ze Francuzi wyruszą zbyt późno, bowiem potrzebują 2 miesięcy na przemieszczenie.